# Iliad
Iliad é um grupo francês de telecomunicações fundado por Xavier Niel em 1991 e presidido por Thomas Reynaud desde 2018. Está presente na França, Itália, Marrocos e Polónia. Em 2014, gerou 61% do seu faturamento em telefonia fixa (Free, etc.) e 39% em telefonia móvel (Free Mobile, etc.).
O grupo Iliad é o sexto maior grupo de telecomunicações da Europa, com 42 milhões de assinantes através de suas subsidiárias na França, Itália e Polônia, após a aquisição da operadora polonesa Play em 2020.

## História
Em 1991, Xavier Niel comprou a Fermic Multimedia, uma editora de serviços telemáticos reservados para adultos, “Pink Minitel”, criada na década de 1980 e rebatizada de Iliad.

## Operadora
Em setembro de 1994, a Iliad entrou no mercado de provisão de acesso à Internet. O grupo opta por interconectar seus serviços de telemática Minitel com a Internet operada pela WorldNet, sob o endereço “3615 WORLDNET”.
A partir de 1996, a Ilíada lançou o serviço “3617 ANNU”, uma subsidiária que desenvolve, produz e comercializa serviços de diretório reverso.
Em 1999, a Ilíada obteve licenças de telecomunicações do tipo L. 33-1 e L. 34-1, a fim de operar sua própria rede de telecomunicações e comercializar serviços de telecomunicações destinados ao público. A partir daí nasceu a rede Free. Em 2000, a sociedade de investimentos Goldman Sachs investiu 15 milhões de euros no grupo. Com este contributo, a Ilíada assume a implantação da sua rede de telecomunicações e a interligação com a da France Telecom (atual Orange). Paralelamente, a empresa encerrou as suas atividades temáticas Minitel, com exceção das operadas pela sua subsidiária “3617 ANNU”. Em dezembro de 2001, a Ilíada comprou a licença de operação da One.Tel por dez anos da empresa britânica Centrica. O grupo francês pretende assim desenvolver a sua investigação para o desenvolvimento do seu terminal multimédia freebox. É a partir de 2001 que a empresa apresenta resultado líquido positivo.
No outono de 2002, foi lançada a oferta “Banda larga Free a 29,99 euros mensais”, ao mesmo tempo que todos os seus concorrentes ofereciam uma oferta de cerca de 45 euros mensais. No mesmo ano, Free empreendeu a desagregação das primeiras linhas em Paris e deixou a Associação Francesa de Provedores e Provedores de Serviços de Internet. A desagregação Free nas grandes cidades da França começou em 2003.
A Iliad adquire a Kertel, que se torna uma subsidiária especializada na venda de cartões de telecomunicações pré-pagos. A partir de março de 2003, a Ilíada se tornou o segundo provedor francês de serviços de Internet DSL (ISP), atrás da atual France Telecom, que mais tarde se tornou a Orange.
Em 2004, a ação da Ilíada foi listada na bolsa de valores. A operadora lançou, em setembro do mesmo ano, a quarta versão de seu freebox, agora na forma de um roteador equipado com Wi-Fi. A Iliad está implantando a desagregação total nas grandes cidades. Em 2005 e em parceria com o Canalplay do Canal+, a Iliad ofereceu a primeira oferta de vídeo sob demanda via DSL. O grupo adquire a licença nacional exclusiva do WiMAX da empresa de telecomunicações Altitude Telecom. Em maio de 2006, o freebox V5 foi equipado com um disco rígido com função PVR, especialmente destinado à gravação de áudio e vídeo de determinados conteúdos de transmissão, bem como um receptor TNT. Este equipamento permite capturar e reproduzir sinais de televisão HD. Por ocasião deste lançamento, é comercializada uma oferta do tipo “ilimitado” que inclui chamadas para telemóvel. O freebox V.5 é composto por duas caixas distintas: uma ligada à linha telefónica e de acordo com a sua função de modem e a outra ao ecrã do televisor para funções de áudio / vídeo. Essas duas caixas podem se comunicar sem fio graças ao Wi-Fi MIMO, bem como através de links do tipo powerline usando a rede elétrica.
A Iliad anuncia uma oferta de acesso por fibra ótica do tipo FTTH Very High Speed (THD) para o primeiro semestre de 2007, que mantém a taxa padrão para a oferta DSL da Free. Inicialmente disponível em Paris, esta oferta é gradualmente alargada a algumas grandes cidades. No âmbito do desenvolvimento desta oferta, o grupo adquire a Citéfibre, empresa especializada em tecnologia FTTH.
Em 13 de março de 2007, a Ilíada anunciou a nomeação de um dos gerentes operacionais do Groupe TF1, Maxime Lombardini, e o nomeou para o Departamento de Desenvolvimento do grupo Ilíada, para compensar a saída de Michael Boukobza no mesmo período7.
Em 9 de junho de 2008, a Ilíada anunciou que havia entrado em negociações exclusivas com a operadora italiana Telecom Italia para a aquisição do ISP Alice por um valor máximo de 800 milhões de euros. Alice contava com quase 800.000 assinantes em 2008, o que permitiu à Free reconquistar sua posição de líder da Internet na França, atrás da operadora incumbente Orange, mas à frente da Neuf Cegetel, que havia assumido seu lugar em 20078.
Em julho de 2008, a Ilíada obteve luz verde dos bancos para a aquisição da (FAI) Alice. A transação foi finalizada em 26 de agosto de 2008 por um valor de 775 milhões de euros, formalizando a primeira grande aquisição na França no mercado de DSL. A Iliad está, portanto, reivindicando o seu segundo lugar no mercado francês de Internet de banda larga, com quase 4 milhões de assinantes e uma participação de mercado estimada de 25,5% 9. A recuperação financeira de Alice, no entanto, envolve uma redução nos custos estruturais, um plano de proteção do emprego e, portanto, centenas de demissões.
Em 15 de novembro de 2012, a Ilíada anunciou que tinha 5,25 milhões de assinantes de banda larga, entre as ofertas Free e Alice10. No mesmo comunicado, a empresa informa que 93,8% de seus assinantes são desagregados. Em 31 de março de 2015, o número de assinantes de banda larga era de 5.945.000.
Em 20 de dezembro de 2017, a Ilíada anunciou11 que a NJJ (holding pessoal de Xavier Niel) e o grupo Ilíada, empresa-mãe da operadora Free, adquiriram cada um 31,6% do capital da Eircom.

## Operadora Movel
Em dezembro de 2009, a subsidiária Iliad Free Mobile recebeu autorização da Autoridade Reguladora de Telecomunicações (Arcep) permitindo-lhe se tornar a quarta operadora de telefonia móvel francesa, após a operadora incumbente Orange, SFR do grupo Vivendi e Bouygues Telecom. A licença ascende a 240 milhões de euros e foi-lhe oficialmente atribuída em janeiro de 2010. A operadora deve oferecer os seus serviços a partir de 2012, o mais tardar. Em dezembro de 2011, a Ilíada obteve o direito de comercializar sua oferta de telefonia móvel: “O celular grátis promete reduzir pela metade a conta de telefone na França! "12. Em 10 de janeiro de 2012, durante uma coletiva de imprensa que a mídia compara à de Steve Jobs para a Apple, Xavier Niel revela tanto as ofertas comerciais do Free Mobile quanto sua estratégia, cujo objetivo é oferecer taxas competitivas e um chamado "social "oferta de 2 euros por mês.
Entre 2013 e 2014, a Ilíada tentou sem sucesso adquirir a operadora americana T-Mobile.

## Italia
Em 29 de maio de 2018, durante coletiva de imprensa em Milão, o gerente geral da filial italiana da Iliad, Benedetto Levi, apresenta a oferta comercial da Iliad e anuncia, a partir desse momento, o lançamento oficial da quarta rede móvel italiana operadora que se juntará às operadoras históricas Wind Tre, TIM e Vodafone. Em 18 de julho de 2018, 50 dias após seu lançamento, a Iliad Italia anuncia oficialmente que atingiu seu primeiro milhão de clientes; e ainda, em 6 de setembro de 2018, a operadora italiana confirmou que já havia ultrapassado a marca de dois milhões de clientes. Em 10 de setembro de 2018, a Iliad é a primeira operadora móvel italiana a obter um bloco de frequências 5G por 676.472.792 euros.

## Atividades principais
O grupo Iliad possui as seguintes empresas:
- Operadoras :
  - Free SAS : Provedor de acesso à Internet para pessoas físicas (terceiro francês em termos de assinantes: 4.504.000 assinantes ADSL em 31 de março de 2010, empresa criada em 18 de fevereiro de 1999 e serviço lançado em 26 de abril de 1999)
  - Alice ADSL : Provedor de acesso à Internet, que tinha 954.000 assinantes ADSL em março de 2008. Empresa adquirida em 26 de agosto de 2008 por um valor de € 775 milhões, anteriormente pertencente ao grupo Telecom Italia France.
  - Iliad Free Wimax SAS :Operadora de WiMAX cujos direitos a esta tecnologia foram adquiridos da Altitude Telecom em 15 de novembro de 2005
- Empresas especializadas em hospedagem  :
  - Online SAS : host (segundo francês: 80.000 domínios hospedados, lançado em novembro de 1999), oferecendo também o serviço BookMyName, registro de nomes de domínio (empresa criada em 10 de outubro de 2000 e fundida em 2003 com a Online). BookMyName foi uma empresa de serviço de registro de nome de domínio criada em 10 de outubro de 2000 pelo ISP Worldnet e lançada em março de 2001, que foi precedida pelo antigo serviço de hospedagem MyWeb, lançado em agosto de 1999. BookMyName foi transferido em 2002 para o grupo Iliad, por meio de sua subsidiária Online.net, da LDCom que comprou a Worldnet em maio de 2000. Em março de 2020, a empresa tornou-se oficialmente Scaleway com 3 marcas: Scaleway Dedibox (servidores dedicados), Scaleway Elements (Cloud Ecosystem) e Scaleway Datacenter (datacenter e B2B).
  - Dedibox SAS : hospedagem dedicada (empresa criada em 21 de novembro de 2005 e serviço lançado em 3 de maio de 2006, fundido com Online em setembro de 2009)
  - Scaleway Datacenter : novo nome da empresa "Iliad Entreprise", uma empresa especializada na concepção, construção e operação de centros de dados de alta disponibilidade e serviços de outsourcing de plataformas web.
- Companhias telefônicas :
  - One.Tel SAS : operadora de telefonia fixa (500.000 assinantes no final de 2006) criada em 30 de junho de 1998 e adquirida em 22 de novembro de 2001 após a falência de sua controladora australiana.
  - Kedra SAS : serviço de terminação de chamadas para profissionais (empresa criada em 19 de outubro de 2001 e serviço lançado em 2002)
  - Free Mobile SAS : telefonia móvel, que obteve a quarta licença 3G na França (empresa criada em 24 de julho de 2007).
  - Iliad Italia SPA : telefonia móvel, a quarta operadora de rede móvel italiana, criada em 2 de agosto de 2016 e lançada em 29 de maio de 2018.
- Empresas especializadas em fibra ótica :
  - Citéfibre SA DIR. : provedor de acesso à Internet por fibra óptica na França, criado em 12 de outubro de 2004 e adquirido pela Iliad em 20 de outubro de 2006
  - Free Infrastructure SAS (anciennement PN) : empresa especializada no desenvolvimento e construção de redes de fibra óptica (lançada em 2006)
  - IRE SAS : empresa destinada a adquirir bens imóveis ou móveis ou direitos destinados à atividade de fibra ótica (criada em 26 de abril de 2006)
  - Immobilière Iliad SARL : empresa que pretende adquirir NRO
- Call Centers :
  - Centrapel SAS : serviço de assistência telefônica com sede apenas na França (utilizado em particular para a Free, empresa criada em 29 de dezembro de 2000)
  - Total Call SARL : serviço de assistência telefônica baseado no exterior (em particular Casablanca, serviço lançado em 14 de março de 2005)
  - Resolution Call : serviço de assistência telefônica baseado no exterior em Mohammedia (Marrocos)
  - Telecom Academy: centro de treinamento para atendimento telefônico baseado no exterior (Marrocos)
  - Protelco SAS : suporte técnico (back-office) e gestão dos técnicos móveis das equipes Centrapel (empresa criada em dezembro de 2008)
  - Mobipel : serviço de assistência telefónica sedeado em França criado em 2012.
  - Qualipel: serviço de assistência telefónica sedeado em França criado no final de 2011.
  - Equaline: serviço de assistência telefónica sedeado em Bordéus, resultante da aquisição da Alice.
  - Certicall: serviço de assistência telefónica sedeado em Marselha, resultante da aquisição da Alice.
- Várias empresas diferentes :
  - Freebox SAS : empresa produtora do Freebox, criada em 18 de dezembro de 2000
  - Assunet SA : corretora de seguros online, criada em 29 de dezembro de 1998
  - Toutcom SARL : Consultoria publicitária, lançada em 1999
  - IH SAS : empresa de administração de empresas, lançada em maio de 2002
- Serviços oferecidos pela Iliad :
  - Annu : Diretório da Internet e Minitel, lançado em 1996
  - Iliad Telecom : telefonia para profissionais, lançada em 2003
- Ex-empresas e serviços :
  - Liberty Surf Group SAS : holding adquirida da Telecom Italia em 28 de agosto de 2008 para sua atividade de ISP sob a marca Alice. A actividade do fornecedor de acesso Telecom Italia SAS fusionou-se com a empresa Free em Dezembro de 2008 e a empresa Intercall SA foi vendida em Novembro de 2008.
  - SCT (Security Concept and Technology) : empresa de consultoria especializada em segurança de TI (em particular via 36 17 SCT) (lançada em outubro de 1992 e encerrada em 2000)
  - SCT World-NET : Provedor de serviços de Internet (lançado em 1993 e vendido para a Kaptech em 2000)
  - FREE  :Provedor de serviços de Internet (lançado em 1993 e vendido para a Kaptech em 2000)
  - Linx : operadora de rede e serviços de telecomunicações
  - emploi.com : site de recrutamento online
  - dir.com : motor de busca, lançado em 2005 e inacessível desde 2012
  - Fermatel : operadora de telecomunicações internacionais
  - Proxad : ex-operadora de serviços online e gratuitos
  - Free Télécom : ex-subsidiária da Free que administrava a rede Free e oferecia um pacote PSTN ou Numéris de 50 francos / mês de comunicações se o pacote de 14 cêntimos / minuto fosse excedido (empresa criada em janeiro de 1999)
  - FOM (Fermic Online Malagasy) : especialista em processamento de dados online
  - DVD.fr : vendas de DVD online
  - conventel.com : site de informações sobre acordos coletivos
  - Salanga : gestão de publicidade.
  - 118 818 : serviço de informações telefônicas, de acesso free (exceto lista reversa e transferência direta) da rede da France Telecom e da telefonia Freebox. (lançado em abril de 2006, descontinuado em outubro de 2006)
  - Kertel : cartões pré-pagos (o segundo na França: 7,5 milhões de cartões vendidos em 2004), comprados da PPR em janeiro de 2003 e vendidos à Proximania em fevereiro de 2007.

Em julho de 2012, a Ilíada cessou a atividade dos seus jogos de círculo e da subsidiária de apostas online Iliad Gaming.